# ブルー・ベル・クリーマリーズ
ブルー・ベル・クリーマリーズ（Blue Bell Creameries）は、アメリカ合衆国のアイスクリームを製造する食品会社。1907年、テキサス州ブレナムで創業した。創業初期の頃は、アイスクリームだけでなくバターも製造していた。20世紀半ば、バターの製造を取りやめ、州全体に拡大した直後、アメリカ合衆国南部に拡大した。本社はテキサス州ブレナムに位置する。1919年よりクルーズ家により所有されている。2015年現在、全米のアイスクリーム市場で第2位の売上となった。

## 歴史

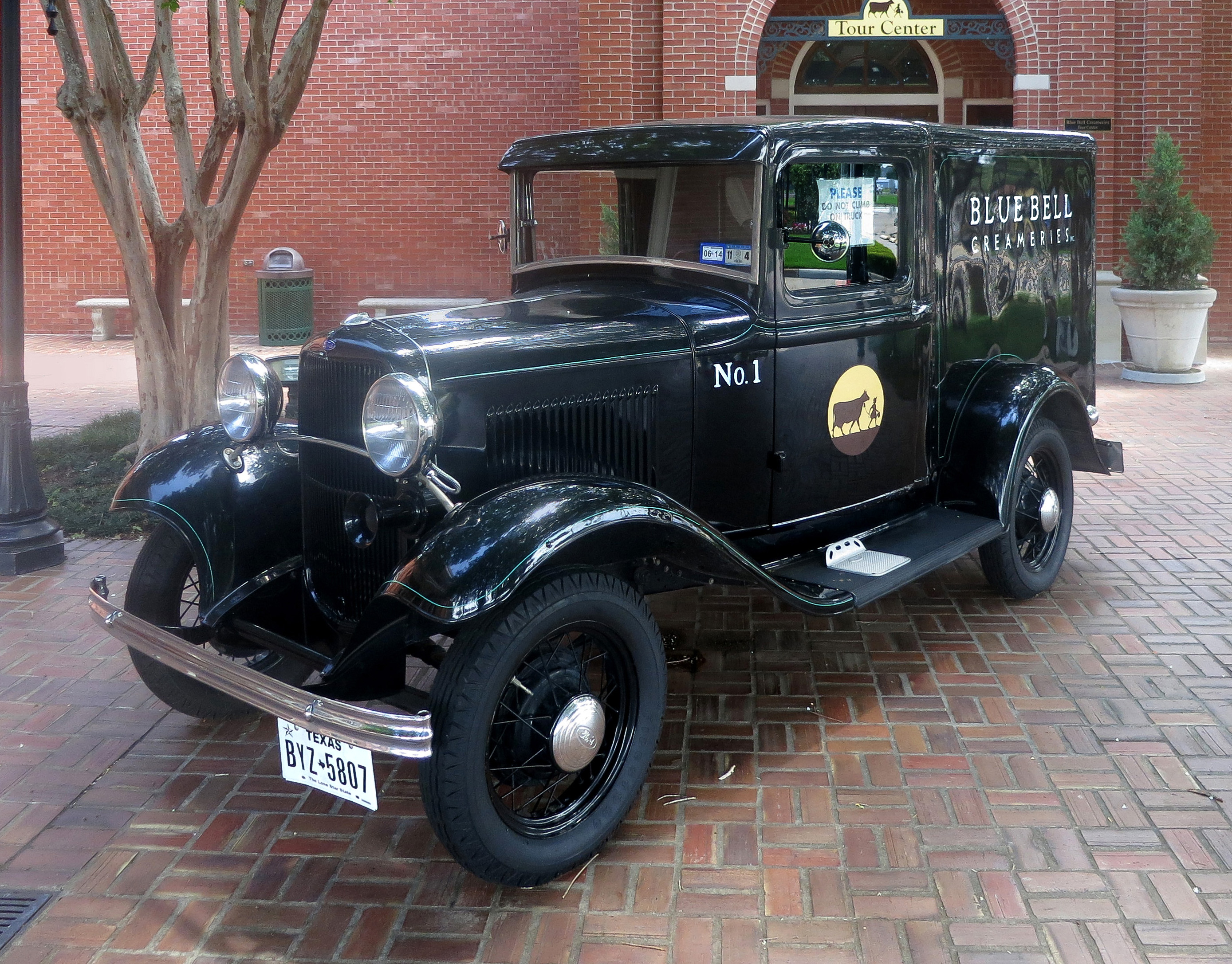
ブレナム・クリーマリーの復元されたデリバリー・トラック

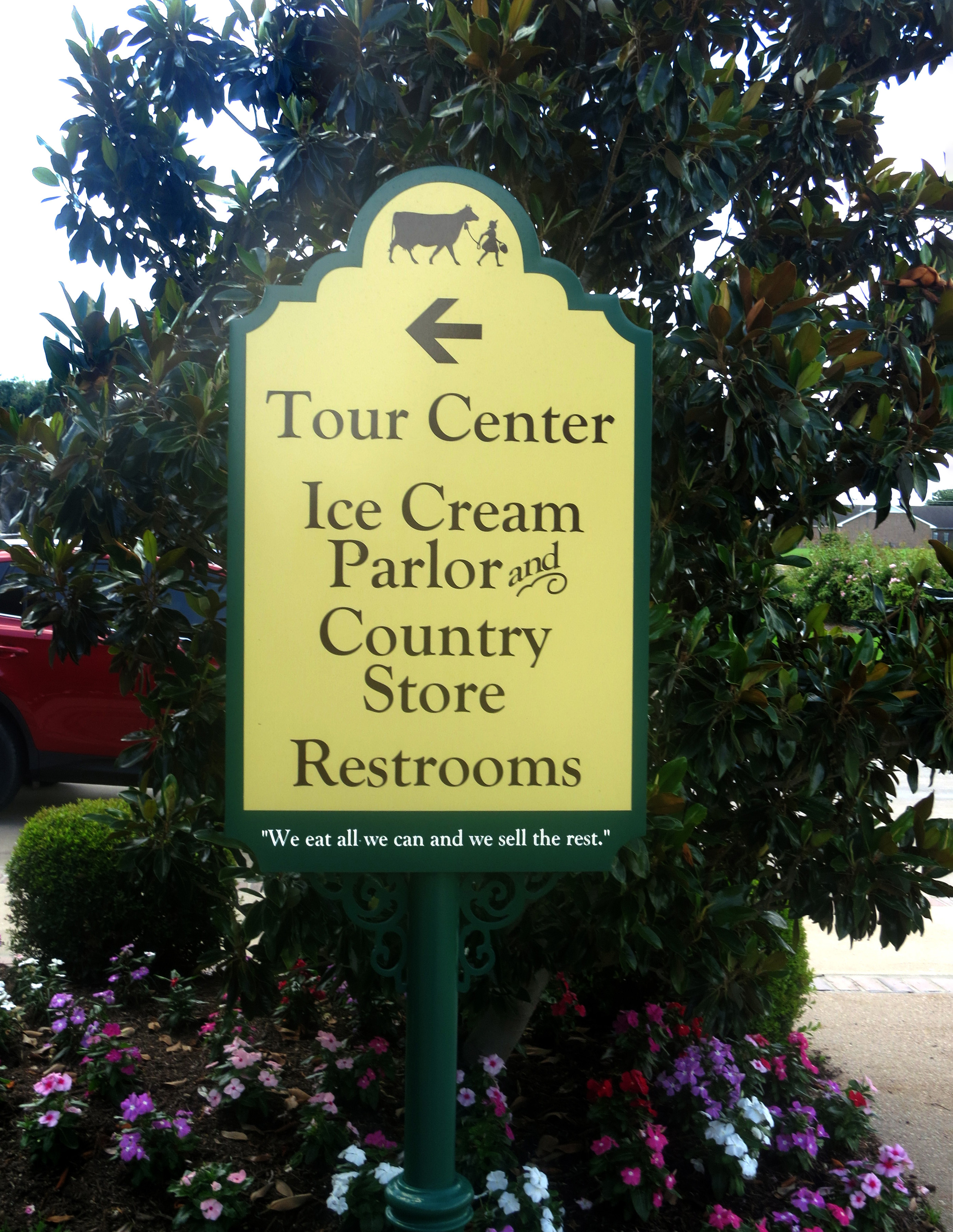
We Eat All We Can and Sell the Rest（我々が食べられるだけ食べて残りを売る）

1907年、テキサス州ヒューストン北西約70マイル (110 km)の街であるブレナムに開業したブレナム・クリーマリー社を起源とし、地元の酪農家から余剰クリームを買い取ってバターを製造し、町内の消費者に販売していた。1911年、少量のアイスクリームの製造を開始した。
1919年、資金難に陥り、閉鎖の危機となった。取締役会は23歳で元教師のEFクルーズを雇用し、1919年4月1日、社を引き継がせた。クルーズは社の負債をこれ以上増やさないように、最初の数ヶ月の給料を断った。クルーズのリーダーシップにより、社はアイスクリームの製造をブレナム周辺地域に拡大し、すぐに利益を生むようになった。1930年、クルーズの提案により、アイスクリームの季節となる夏に満開となる、州内に自生する野草のテキサス・ブルーベルと呼ばれるユーストマに因みブルー・ベル・クリーマリーと改名した。
1936年までバッチによってアイスクリームを製造しており、20分ごとに10-米ガロン (38 L)のアイスクリームを製造することができた。同年、初の連続アイスクリーム製造機を購入し、1時間に80米ガロン (300 L)のアイスクリームを製造できるようになった。注ぎ口を通して様々なサイズの入れ物にも対応できるようになった。
1951年、クルーズは癌と診断されてから8週間で亡くなった。息子のエドとハワードが社を引き継いだ。1960年代までにバターの製造を完全に取りやめ、アイスクリームだけに注力するようになった。長年ブレナムのみで販売してきたが、ヒューストン地域での販売を開始し、その後ダラス・フォートワース複合都市圏および州都のオースティンを含むテキサス州全体に拡大した。1970年代終盤までに売上は4倍となり、1980年までに年間1千万ガロン(37,850,000リットル)のアイスクリームを製造し、年3千万ドルの収入となった。
1989年、オクラホマ州での販売を開始し、1990年代を通してアメリカ南中部および南部への拡大を推し進め、ルイジアナ州ニューオリンズ、ミシシッピ州ジャクソンまでに拡大した。1992年、オクラホマ州ブロークンアローに新たな工場を建設した。4年後の1996年、アラバマ州バーミンガム東のシラコーガに3番目の工場を開業し、アトランタとマイアミにも拡大した。市場で地位を確立すると、近隣地域の消費者に口コミで広がっていく。拡大には時間をかけており、会社役員によると各々の新たな市場に関してじっくり研究し、新たな市場の全ての従業員が方針についての充分な教育を受けるため品質が維持される。3月に市場を拡大することが多く、2011年3月14日にコロラド州に、2013年にバージニア州のリッチモンドおよびハンプトン・ロード地域に、2014年にラスベガスに拡大した。これらの拡大は半径75-マイル (121 km)内に配送するための流通センターの購入または建設を伴う。
2015年、ブルー・ベルは一連のリコールを出して製造中止となり、4月20日には全商品のリコールを行ない、5月の閉鎖により解雇および一時解雇、23州の販売地域の縮小が行なわれた。3ヶ月後、工場の洗浄、州および連邦政府当局の同意により、限定的であるが生産を再開し、8月31日、リコール前の販路に戻す前に限定生産に合わせて21州に減らした5段階の再開計画を開始し、テキサス州およびアラバマ州の一部で販売を再開した。
2019年7月、テキサス州ラフキンのウォルマートにて10代の女性がブルー・ベルの箱を開けてアイスクリームを舐めた上で棚に戻した動画が拡散して逮捕されるという問題が発生した。事件後、複数の模倣犯が現れて逮捕された。このような食料汚染は公衆衛生にとって危険であるとして厳しく否定的な反応が起き、犯人やアイスクリームの箱をフィルム等で閉じていないブルー・ベルに対して罰則を科す行動が取られないことに批判が起きた。

## 操業

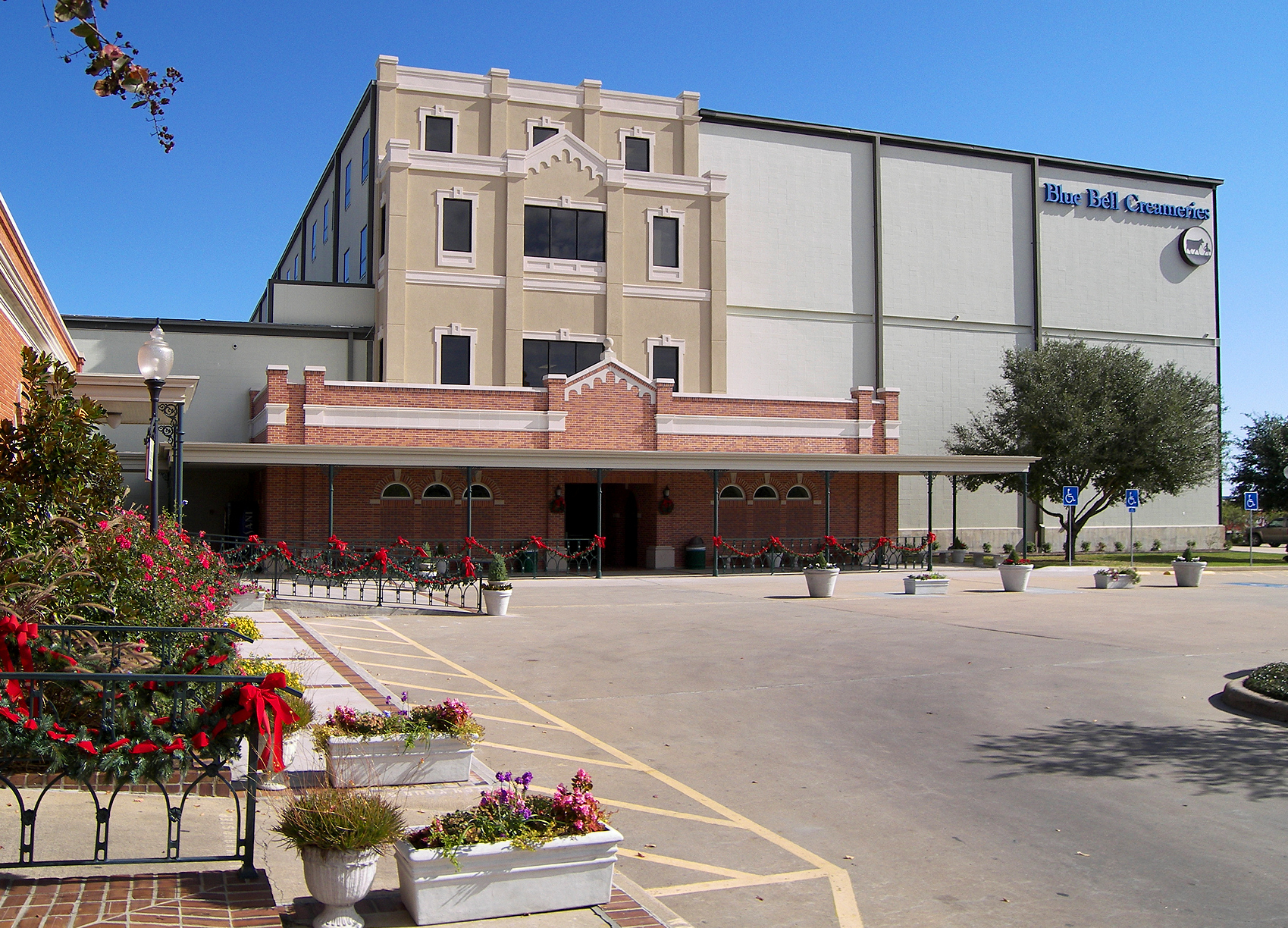
ブレナムの工場

2015年現在、最大のブレナム工場、そしてブロークン・アロウ工場とシラコーガ工場の補助工場の計3工場が操業していた。2015年のリコール前、23州に支店として流通センター50箇所があった。計2,800人が雇用され、うち850人がブレナムに勤務していた。2006年、年間売上高4億ドルとなった。
ブルー・ベルは主に品質管理および新鮮な食材使用を維持するため、あらゆる面で管理されている。クルーズは「我々が使用している牛乳は昨日まで牧草地にいたように新鮮」と語っている。1日につき約6万頭の牛から採れる牛乳を使用し、製造用クリームは24時間以内のものを使用している。全ての製造および梱包はブルー・ベル施設内で行なわれ、1分間で1パイント(約500cc)以上を製造することが可能である。配送運転手は出荷先の店舗の棚に並べるため、確実に取り扱うことができる。
市場データおよび統計のポータルサイトであるスタティスタの情報によると、プライベート・ブランドの総合販売数がより多かった一方、2014年にはブルー・ベルが全米で最も販売数が多かった。販売地域はアメリカ合衆国南部を中心として、西はラスベガス、北はインディアナポリスおよびデンバー、西にバージニア州リッチモンドまで広がっているが、全米の20%でしかない。対して競合4社は全米で販売している。三大アイスクリーム製造者となるべく、参入済みの市場の多くにおいて常にトップセラーであり続けている。例えば本社のあるテキサス州では市場の52%を占めている。ルイジアナ州バトンルージュ進出後5ヶ月で市場の35%を占めるようになった。リコール後の生産復帰の期間は中断しているが、販売地域以外にも発送可能で、元テキサス州知事で第43代大統領のジョージ・W・ブッシュは大統領在任期間中、度々キャンプ・デービッドにブルー・ベルのアイスクリームを発送していた。2006年および2012年、国際宇宙ステーションの宇宙飛行士らは幸福度向上のためにブルー・ベルのアイスクリームを食していた。

## 製品

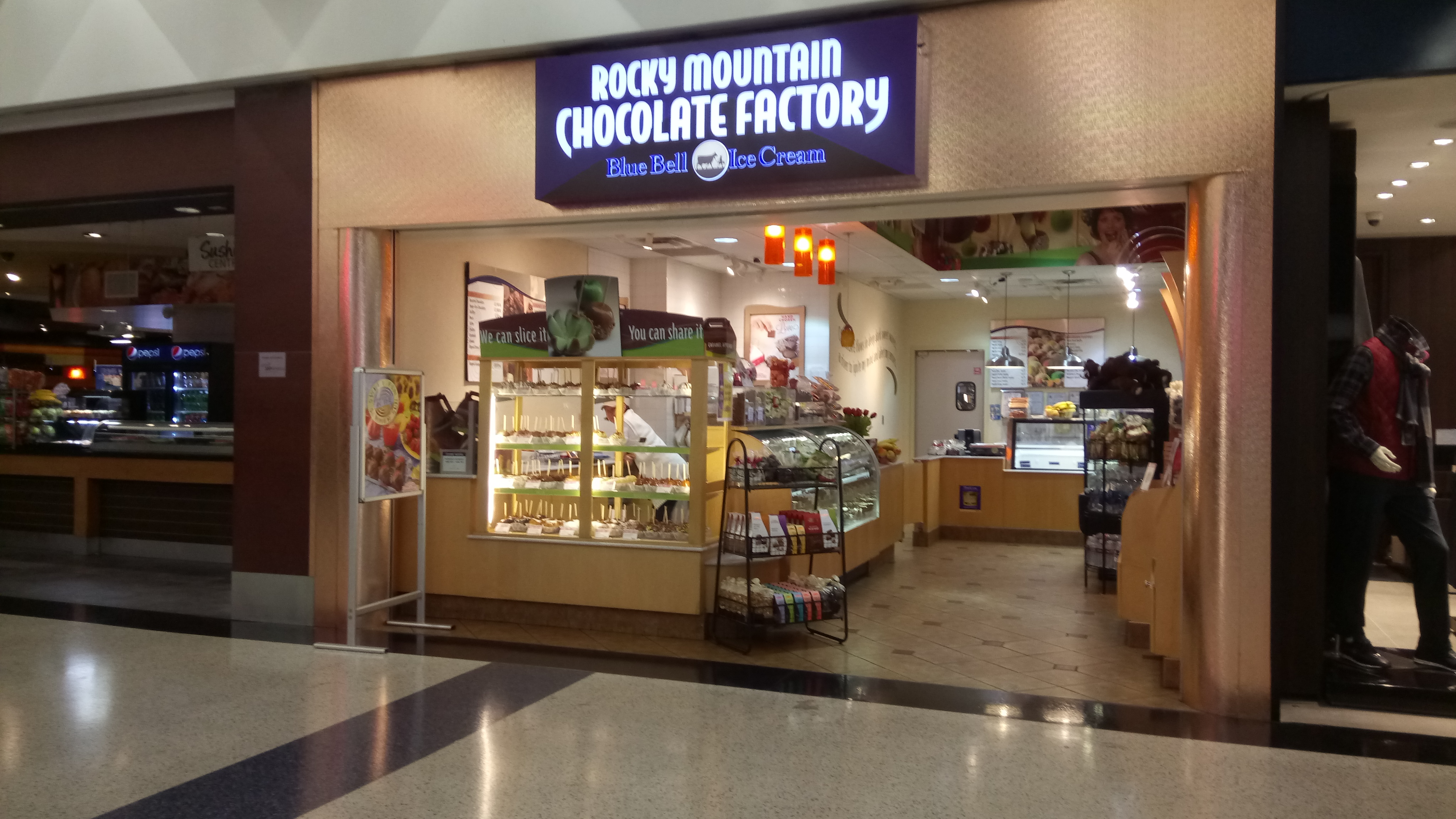
ジョージ・ブッシュ・インターコンチネンタル空港の売店

ブルー・ベルは250種以上の冷凍食品を製造している。うち66種はアイスクリームのフレーバーである。うち20種は年中製造され、20から30種は季節によって製造される。アイスクリームのみならず、フローズンヨーグルト、シャーベット、棒状の氷菓なども製造している。容器を48－56オンス(1.42－1.66リットル)に縮小した競合他社と異なり、ブルー・ベルはハーフガロン(64オンス/1.89リットル)のままであることを大きく打ち出している。
1969年、主力商品として「ホームメイド・バニラ」を発売した。また、「クッキー・アンド・クリーム」の大量生産を行なった最初の企業となった。かつてナビスコで通常に販売されているオレオからクッキー・アンド・クリームを製造していたが、現在独自のクッキーを焼いている。1997年現在、ホームメイド・バニラは全米のアイスクリームのフレーバーでベストセラーとなった。2001年、『フォーブス』誌は全米最高のアイスクリーム企業に認定した。
2006年、『ニューヨーク・タイムズ』紙のRWアップル・ジュニアは「クリーンで生き生きとしたフレーバーと、競合他社より乳脂肪含有量が低いにもかかわらずリッチで贅沢な濃度を実現し、1匙目からとりこになる。多くの大量生産のアイスクリームにありがちなうんざりする甘さ、ザラザラ感、脂っこい粘着性のある後味などはない」と記した。
新たな市場に参入する際、地域限定のフレーバーを製造することがある。2011年3月14日、コロラド州参入に際し、常時製造されている「ロッキー・ロード」と比較してチョコナッツやマーブル模様のマシュマロなど、より高級な材料を使用したコロラド州限定の「ロッキー・マウンテン・ロード」を製造した。デンバー都市圏でテスト販売が行われ、他の州でもすぐに店頭に並ぶと目されていた。最終的に全販売地域で広がった。
2018年、異人種間の子供たちがフェイスブックを通じてブルー・ベルに対し公開質問を投稿し、チョコレートとバニラが半分ずつ入った「グレート・ディバイド」(大分裂)を「ベター・トゥギャザー」(一緒にした方が良い)に変えるよう依頼した。ブルー・ベルの広報は前向きな反応を示したが、元の名前で問題ないとする複数のフェイスブック・ユーザーにより議論となった。
2023年5月18日には、テキサス州ゆかりの飲料メーカー・ドクターペッパーとのコラボレーション商品として、ドクターペッパー風味のシャーベットとバニラアイスクリームを組み合わせた製品を発売した。

## 2015年、リステリア菌汚染によるリコール
2015年5月20日、その108年の歴史上初のリコールを発表した。カンザス州にてオクラホマ州ブロークン・アロウで製造された製品によるものとされるリステリア症5件が発生し、複数の製品のリコールが発表された。うち3件の患者が亡くなった。
一連のリコールが続き、ブロークン・アロウ工場が一時閉鎖されたが、サンプリング・プログラムの強化によりテキサス州の3件を含み別の場所や工場で複数の陽性反応が検出された。その結果、2015年4月20日夜、予防策としてリコールを全商品に拡大し、800万ガロン以上の製品を廃棄して埋め立てることとなった。
同時に製造中止し、工場施設の清浄および修繕を開始した。FDAは、2年前にブロークン・アロウ工場で複数回リステリア菌が発見されたにもかかわらず、ブルー・ベルは汚染防止の基準に従わなかったと断定した。ブレナムの本社工場において、リコール製品を製造していた一部の機械が汚染されており、この機械の使用を永久に取りやめ、施設の一部で結露がみられたことが発表された。
以前ブルー・ベルの広報は解雇を否定していたが、5月15日、一連の解雇および一時解雇を発表した。従業員の37%となる1,450人が解雇、1,400人が清浄および修繕が完了するまで一時解雇、1,050人が必要な業務や清浄および修繕に携わり賃金引下げが行なわれた。
また短期的に供給量および流通センターの稼働能力が限られることから、流通センター50箇所のうち15箇所の無期限停止を発表したが、最終的な復帰については否定しなかった。
影響のあった流通センターには以下のものが含まれる:
- アリゾナ州フェニックス (2箇所)
- アリゾナ州ツーソン
- コロラド州デンバー
- インディアナ州インディアナポリス
- カンザス州カンザスシティ
- カンザス州ウィチタ
- ケンタッキー州ルイビル
- ネバダ州ラスベガス
- ニューメキシコ州アルバカーキ
- ノースカロライナ州シャーロット
- ノースカロライナ州ローリー
- サウスカロライナ州コロンビア
- バージニア州リッチモンド
- バージニア州サフォーク (ハンプトン・ロード地域)

このリコールは倒産の危機となるほど大変深刻なもので、重役らは株主たちに資金難に直面していることを通告した。7月14日、州内の著名な投資家のシド・バスが出資し、ブルー・ベルは経営の継続のために1億2,500万ドルを融資された。この頃アラバマ州シラコーガの工場では、これらのリコールの原因となったリステリア株を含む全ての細菌株が陰性となるまで販売しない、試験工場として製造を再開した。

### 復帰
2015年8月17日、販売再開に向けた5段階計画を発表した。
- 第1段階: 州内のヒューストンおよびオースティン地域、アラバマ州のバーミンガムおよびシラコーガ工場近くのモンゴメリー地域
- 第2段階: 州北部ダラス・フォートワース複合都市圏、オクラホマ州のブロークン・アロウ工場近くのタルサを含む北部
- 第3段階: 州南西部サンアントニオ、オクラホマ州のオクラホマシティを含む中央部
- 第4段階: 州大部分、ルイジアナ州のバトンルージュおよびニューオリンズを含む南部
- 第5段階: テキサス州、アラバマ州、オクラホマ州、ルイジアナ州の他の地域、アーカンソー州、フロリダ州、ミシシッピ州全域、ジョージア州、ケンタッキー州、ミズーリ州、ニューメキシコ州、ノースカロライナ州、サウスカロライナ州、テネシー州、バージニア州の一部

ブルー・ベルが復帰を予定している州であっても、最終段階までにリコール前の市場全てに復帰するとは限らないものであった。シャーロット、カンザスシティ、ルイビル、フェニックスなどの市場はブルー・ベルが効果が高いと判断したものであった。当時カンザス州ウィチタは含まれていなかった。
2015年8月31日に第1段階、2015年11月に第2段階、1ヶ月後に第3および第4段階が開始することとなった。
第1段階開始翌日の9月1日にブロークン・アロウ工場での製造を再開した。
2016年1月28日、アメリカ南東部の大部分への出荷を再開した。
2017年3月6日、ツーソン1箇所、フェニックス2箇所、計3箇所のアリゾナ州の全流通センターを再開した。
2018年3月、インディアナ州の大部分、ケンタッキー州の中央部、ニューメキシコ州の北部への出荷を再開した。
2019年3月、バージニア州の大部分、ノースカロライナ州の北東部、カンザスシテ都市圏への出荷を再開した。
2022年3月、ネバダ州のクラーク郡およびナイ郡への出荷を再開し、さらにカリフォルニア州ロサンゼルスへの拡大も視野に入れていた。

### 司法省による調査
2015年12月、『CBSイブニングニュース』はアメリカ合衆国司法省(DOJ)がブルー・ベルの幹部は汚染や衛生状態について何を知っていたのか、いつ知ったのか、どう対処したのか調査し、連邦政府の犯罪捜査に着手したと報じた。DOJの消費者保護部による調査は2015年にピーナツ・コーポレーション・オブ・アメリカの幹部らを起訴を成功させた弁護士のパトリック・ハーンにより行なわれたと報じられた。DOJ広報のマーク・アビューグは『ヒューストン・プレス』紙に、方針として一般的に調査に関して肯定も否定もしないと語った。2020年10月22日、汚染発生時のブルー・ベルの最高経営責任者で、元相談役のポール・クルーズが7件の共謀および隠避に関わる有線通信不正行為で告訴された。